# Леггорн
Легго́рн (итал. Livorno; англ. Leghorn) — самая высокопродуктивная порода домашних кур средиземноморского происхождения яичного направления. Цвет оперения чаще всего белый, цвет яичной скорлупы также белый. Сегодня существует более 20 различных цветовых вариаций оперения леггорнов.

## История
Выведена в Италии в XIX веке, названа по английскому названию итальянского порта Ливорно. В то время куры этой породы ещё не отличались выдающейся яйценоскостью.
В первой половине XIX века их завозили в США, где породу скрещивали с испанскими, бойцовыми и белой миноркой, а также с японскими декоративными породами (иокогама, феникс).

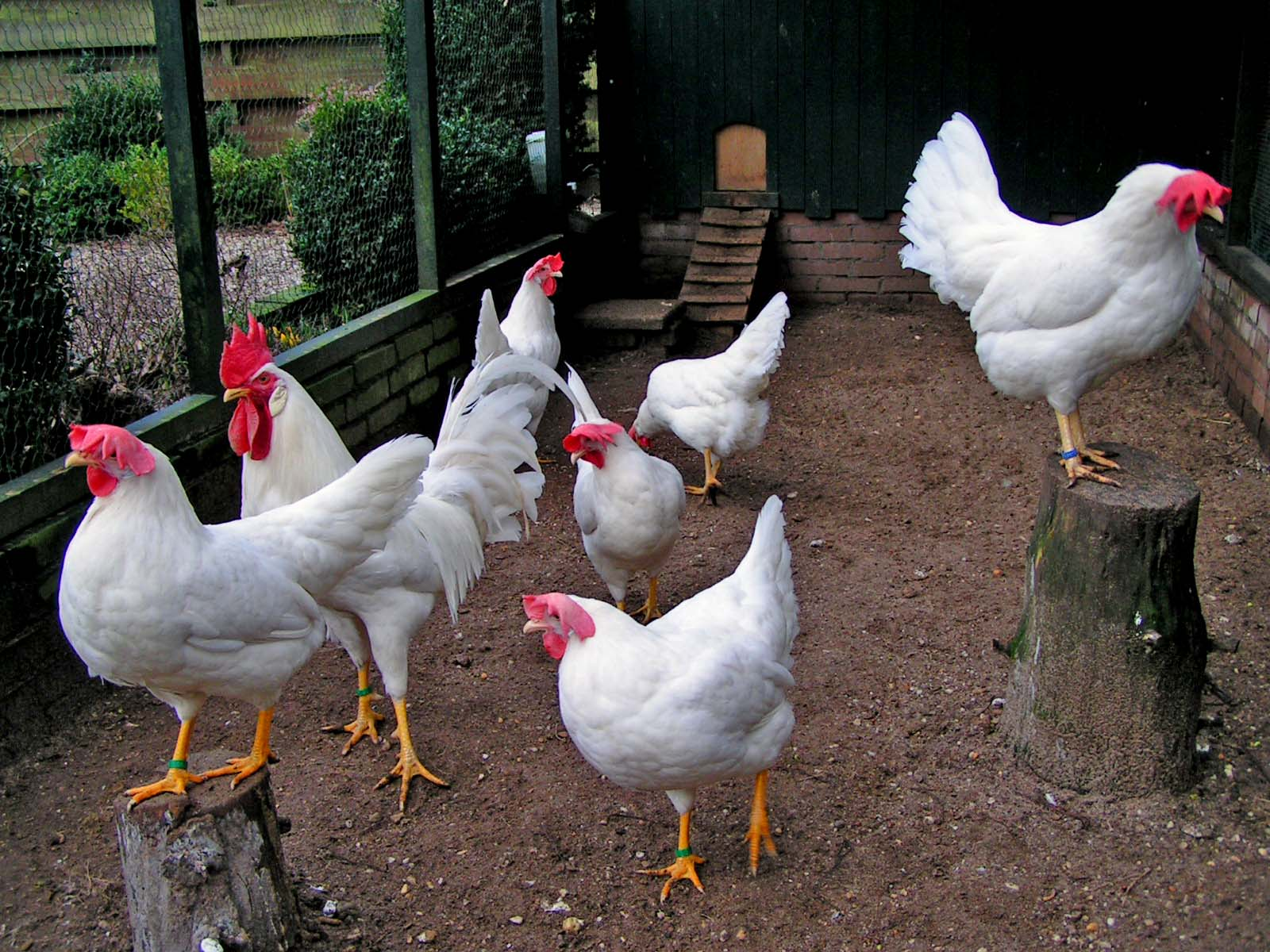
Белые леггорны в вольере

Известно, что даже при наличии тщательно разработанных рекомендаций по селекции птицы, каждый селекционер имеет свой «почерк» в этой творческой работе, поэтому громадный массив формирующейся породы под воздействием скрещивания и своеобразия селекционных программ, выполняемых в различных условиях окружающей среды, стал базовой гетерогенной популяцией, и в конечном счёте — породой леггорн. При переходе на использование гибридной птицы, леггорны не только не потеряли своего значения, но и повысили его, путём включения в однопородные кроссы. Их селекционировали по высокой яйценоскости и ускоренному росту молодняка. Позднее усовершенствованные куры породы леггорн вывозились из США во многие страны — Англию, Голландию и др. Образовались популяции леггорнов, получивших названия тех стран, где с ними велась дальнейшая племенная работа.
В СССР породу импортировали в 1925—1927 и 1946 годах. Их использовали как для разведения «в себе», так и для выведения русской белой породы. Наиболее масштабный ввоз был осуществлён при переводе всего птицеводства на промышленную основу в 1960—1975 годах. Леггорны из США и Англии поступили в совхоз «Красный» Крымской области, и в племзавод «Кучинский» Московской области. В конце 1927 года на Северный Кавказ были завезены леггорны из Дании. В 1946 году леггорны из США поступили в племзаводы «Загорский» и «Кучинский» и на Братцевскую птицефабрику.
Позднее леггорнов завозили из Японии и стран Европы.

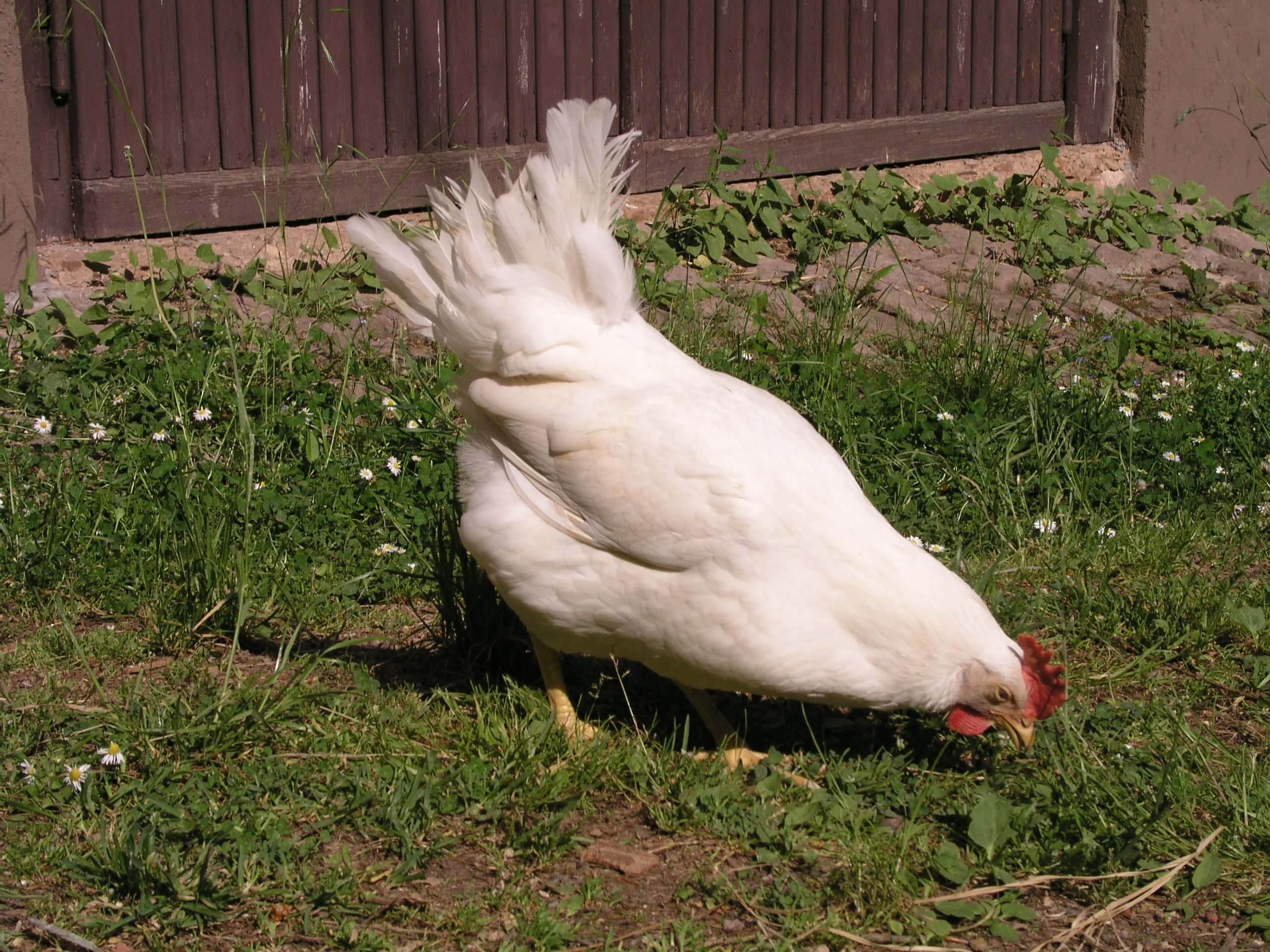
Курица белый леггорн на выгуле во дворе

## Особенности породы

### Экстерьер
Голова средней величины. Гребень листовидный, у петухов прямостоячий, у кур свисает в сторону. Радужная оболочка глаз у взрослых кур бледно-жёлтая, у молодых кур — тёмно-оранжевая. Серёжки красные. Ушные мочки белые или голубые. Шея довольно длинная, нетолстая. Окраска кожи жёлтая или телесная.
Тело лёгкое, приподнятое, клинообразное. Грудь широкая, глубокая. Живот объёмистый. Ноги средней длины, тонкие; у взрослых кур белые, у молодых — жёлтые. Оперение плотное. Хвост широкий у основания. Поставлен к телу под углом 35—40 градусов.

### Продуктивные качества
Живая масса кур — 1,5—2,0 кг, петухов 2,3—2,6 кг. Половая зрелость наступает в возрасте 17—18 недель. Яйценоскость — до 300 яиц в год на одну несушку. Цвет скорлупы белый. Вес яйца обычно 55—58 г. Кладка яиц начинается в 4,5—5 месяцев. Наибольшая яйценоскость наблюдается в первый год с наступления яйцекладки. Оплодотворённость яиц — 95 %, выводимость молодняка — 87—92 %. Инстинкт насиживания отсутствует.
Леггорны на данный момент являются самой распространённой и многочисленной в мире породой кур.
Оперение леггорнов бывает белое, бурое, палевое, чёрное, голубое, пёстрое, золотистое, кукушечно-куропачье и др., но чаще всего разводится белый леггорн.
Леггорны являются основной исходной породой для создания высокопродуктивных яичных линий и кроссов, используемых в настоящее время в промышленных хозяйствах во всех странах с развитым птицеводством. Совершенствованием и созданием сочетающихся линий кур леггорн в России занимается свыше 20 племзаводов.
Леггорны хорошо акклиматизируются, выносливы, скороспелы.
Белый леггорн отличается тем, что хорошо приспосабливается к различным условиям как в северной зоне, так и в южных регионах. Хотя в промышленном птицеводстве усилия специалистов направлены на то, чтобы создать для породы оптимальные условия независимо от климатической зоны и времени года.

## В промышленном птицеводстве
Благодаря улучшению породы белый леггорн откладывает яйца более 200 дней в году, поэтому выращивание их для получения прибыли — относительно хороший бизнес. Для коммерческого выращивания эти куры содержатся в клетках, составленных длинными рядами. В первый год леггорны дают более высокую яйценоскость, чем местные породы, годовалых несушек забивают, так как яйценоскость их снижается.

### Кроссы
Существует множество кроссов, полученных на основе породы белый леггорн. Известными кроссами с участием леггорнов являются советские и российские «Старт-1», «Янтарь-1», «Кристалл-5», «Волжский-3», «Беларусь-9», «Борки-1», «Борки-2» и В-121.
Из кур, несущих белоскорлупные яйца, наибольшее распространение в настоящее время[когда?] в России получил кросс «П46». Этот кросс создан селекционерами экспериментального хозяйства и селекционного центра ВНИТИП путём использования птицы белый леггорн канадского, японского и голландского происхождения. В кроссе две линии — П4 (отцовская) и П6 (материнская). Гибридные несушки, полученные от скрещивания этих двух линий отличаются высокой яйценоскостью (260 и более яиц) и хорошей сохранностью поголовья. Они быстро восстанавливают яйценоскость после нарушения кормления или условий содержания и пользуются большим спросом среди населения для разведения в приусадебных хозяйствах. По распространению в России этот кросс занимает второе место. На долю птицы этого кросса приходится немногим меньше 20 %.
«Старт-Н-13» — отечественный кросс, двухлинейный, однопородный. Яйценоскость гибридных несушек составляет 280 яиц при массе яйца 58—59 г. Этот кросс распространён преимущественно в Поволжье.
Самым популярным в прошлом кроссом был «Беларусь-9». Это трёхлинейный двухпородный кросс: в качестве материнской формы используются линии 5 и 6 породы белый леггорн, в качестве отцовской формы — синтетическая линия 4, созданная на базе породы серая калифорнийская. Финальные гибриды кросса имеют яйценоскость 250 и более яиц, массу яйца 61 г с белым цветом скорлупы. Птица устойчива к стрессам и пользуется спросом среди населения. Но этот кросс устарел и на смену ему пришли другие, более высокопродуктивные кроссы.
Одним из таких высокопродуктивных кроссов является кросс «Ломанн белый» немецкого происхождения. Гибридные несушки характеризуются очень высокой яйценоскостью и конверсией корма, но весьма требовательны к условиям кормления и содержания.

### Рекорды
- Курица породы белый леггорн, обозначенная как № 2988, за 364 дня снесла 371 яйцо. Этот официальный тест, закончившийся 29 августа 1979 года, был проведён под руководством Гарольда В. Биллера[англ.] в сельскохозяйственном колледже Университета штата Миссури (США)[1].
- Прошлый рекорд был установлен в 1930 году и принадлежал леггорн Принцесс Тэ Каван, которая снесла 361 яйцо за 364 дня[5].
- 25 февраля 1956 года курица Бланш породы леггорн снесла удивительное яйцо с двумя желтками и двойной скорлупой. Весило оно 454 г.
- В июле 1971 года в США и в августе 1977 года в СССР фиксировались яйца леггорнов, в которых было по девять желтков.
- В СССР на птицеферме колхоза «Совет» Зеленодольского района курица-леггорн снесла огромное двойное яйцо. Под скорлупой и белковой прослойкой этого яйца было яйцо нормального размера и тоже со скорлупой.

## Разновидности породы
Помимо уже упоминавшегося белого леггорна есть и другие породы и разновидности леггорнов.
Бурый леггорн. Эту птицу называют также итальянскими куропатчатыми курами. Порода выведена в Италии и относится к яичным курам. Бурым леггорнам характерен половой диморфизм в окраске оперения. Шея и спина у петуха разных оттенков золотисто-красного цвета. Грудь, живот и хвост — чёрные с металлическим зелёным блеском. Курица имеет более скромную, защитную окраску оперения.
Легбар (кукушечно-куропатчатый леггорн). Начиная с 1929 года английские учёные Р. Паннет и М. Пиз успешно продемонстрировали мировому птицеводству пути создания аутосексных кур. Куры кукушечного типа окраски оперения, а также полосатого плимутрока были скрещены с золотистыми кемпинскими петухами. В этом случае пол суточных цыплят гибридных цыплят определялся по окраске пуха. Однако яйценоскость полученных аутосексных кур была неудовлетворительной. Используя опыт аутосексирования кур, птицеводы-селекционеры начали выводить «чистые» аутосексные породы. Для этого скрещивали петухов куропатчатого леггорна с курами полосатого плимутрока, взятого от лучших яйценоских линий. Полученных гибридных кукушечных петухов повторно скрещивали с самками куропатчатого леггорна. После нескольких поколений селекции тип леггорна у яйценоских кур был восстановлен. Новую породу назвали легбар. В Германии селекционеры работали над похожими аутосексными линиями яичных кур. В 1947 году результаты скрещиваний были показаны на сельскохозяйственной выставке, где демонстрировались аутосексные куры нового промышленного типа. Год спустя они были утверждены, как новая порода — «аутосексный леггорн». Эта птица легка в содержании, имеет высокую жизнеспособность, подвижна, обладает дружелюбным нравом. Окраска оперения взрослых кур и петухов сильно различается. Суточные цыплята также обладают четким половым диморфизмом — петушки значительно светлее курочек. Куры — хорошие несушки белых яиц среднего размера, но инстинкт насиживания развит слабо. Живая масса птицы — 2,25—3,5 кг.
Леггорн золотистый. Эта птица обладает очень привлекательным внешним видом и хорошей яйценоскостью — 260—265 яиц массой 60—61 г. Цвет яиц белый. Живая масса петухов — 2,1—2,2 кг, кур — 1,7—1,9 кг.
Леггорн пятнистый. Эта редкая разновидность кур появилась среди группы белых леггорнов в шотландской деревне Денни. В 1904 г. было обнаружено несколько цыплят с нестандартной чёрно-белой окраской в группе леггорнов, состоящей из 1000 особей. По всей видимости, скрещивания леггорнов с чёрной миноркой в период до начала XX века не прошли бесследно и были причиной этой аномалии. Дальнейшее разведение этих исключительных по красоте птиц проводилось без прилития крови со стороны, поэтому породная чистота пятнистого леггорна гарантируется. Такой тип окраски оперения существует только у леггорнов. У большинства других пород с чёрно-белой окраской оперения окрашенная часть всегда доминирует по площади над белой. В данном случае все наоборот — белого цвета больше, чем чёрного. Чёрный и белый узоры на перьях кажутся размещёнными хаотично, но при внимательном осмотре в общем рисунке узора просматривается закономерность. Куры — хорошие несушки и откладывают большие белые яйца. Яйценоскость — 200—250 яиц. Живая масса птицы — 1,8—2,7 кг.